# اندیس تنگ دلیک چلی
تنگ دلیک چلی یک اندیس غیرفلزی است که در حوالی شهر بهبهان استان کهگیلویه و بویراحمد قرار دارد و مادهٔ معدنی موجود در آن، سلستین است.  